# Lea Yanitsas
Lea Yanitsas (Paddington, 15 de março de 1989) é uma jogadora de polo aquático australiana que atua como goleira

## Carreira
Yanitsas fez parte da equipe da Austrália que finalizou na sexta colocação nos Jogos Olímpicos de 2016, no Rio de Janeiro.